# 892
Năm 892 là một năm trong lịch Julius.